# Discografia de Napalm Death
Discografia da banda de grindcore britânica Napalm Death.

## Álbuns

### Álbuns de estúdio
| Ano                                            | Detalhes                                                                                  | Posições nas paradas | Posições nas paradas | Posições nas paradas | Posições nas paradas | Posições nas paradas | Posições nas paradas | Posições nas paradas | Posições nas paradas |
| Ano                                            | Detalhes                                                                                  | UK                   | BEL (Wal)            | FIN                  | FRA                  | GER                  | JPN                  | SWI                  | US Indie             |
| ---------------------------------------------- | ----------------------------------------------------------------------------------------- | -------------------- | -------------------- | -------------------- | -------------------- | -------------------- | -------------------- | -------------------- | -------------------- |
| 1987                                           | Scum - Lançamento: 1 de julho - Gravadora: Earache                                        | —                    | —                    | —                    | —                    | —                    | —                    | —                    | —                    |
| 1988                                           | From Enslavement to Obliteration - Lançamento: 16 de setembro - Gravadora: Earache        | —                    | —                    | —                    | —                    | —                    | —                    | —                    | —                    |
| 1990                                           | Harmony Corruption - Lançamento: 1 de julho - Gravadora: Earache                          | 67                   | —                    | —                    | —                    | —                    | —                    | —                    | —                    |
| 1992                                           | Utopia Banished - Lançamento: 23 de junho - Gravadora: Earache                            | 58                   | —                    | —                    | —                    | 60                   | —                    | —                    | —                    |
| 1994                                           | Fear, Emptiness, Despair - Lançamento: 31 de maio - Gravadora: Earache                    | —                    | —                    | —                    | —                    | 78                   | —                    | —                    | —                    |
| 1996                                           | Diatribes - Lançamento: 30 de janeiro - Gravadora: Earache                                | 73                   | —                    | 38                   | —                    | 94                   | —                    | —                    | —                    |
| 1997                                           | Inside the Torn Apart - Lançamento: 3 de junho - Gravadora: Earache                       | 129                  | —                    | —                    | —                    | —                    | —                    | —                    | —                    |
| 1998                                           | Words from the Exit Wound - Lançamento: 26 de outubro - Gravadora: Earache                | —                    | —                    | —                    | —                    | —                    | —                    | —                    | —                    |
| 2000                                           | Enemy of the Music Business - Lançamento: 25 de setembro - Gravadora: Spitfire            | —                    | —                    | —                    | —                    | —                    | —                    | —                    | —                    |
| 2002                                           | Order of the Leech - Lançamento: 21 de outubro - Gravadora: Spitfire                      | —                    | —                    | —                    | —                    | —                    | —                    | —                    | —                    |
| 2005                                           | The Code Is Red...Long Live the Code - Lançamento: 25 de abril - Gravadora: Century Media | —                    | —                    | —                    | —                    | —                    | —                    | —                    | —                    |
| 2006                                           | Smear Campaign - Lançamento: 15 de setembro - Gravadora: Century Media                    | —                    | —                    | —                    | 158                  | —                    | 271                  | —                    | —                    |
| 2009                                           | Time Waits for No Slave - Lançamento: 23 de janeiro - Gravadora: Century Media            | —                    | —                    | —                    | 178                  | 95                   | 189                  | —                    | —                    |
| 2012                                           | Utilitarian - Lançamento: 27 de fevereiro - Gravadora: Century Media                      | 157                  | 84                   | 25                   | 80                   | 74                   | 286                  | 88                   | 43                   |
| 2015                                           | Apex Predator – Easy Meat - Lançamento: 23 de janeiro - Gravadora: Century Media          | 120                  | 111                  | —                    | 99                   | 36                   | 199                  | 64                   | 25                   |
| "—" denota que o álbum não entrou nas paradas. |                                                                                           |                      |                      |                      |                      |                      |                      |                      |                      |

### Álbuns ao vivo
| Ano  | Detalhes                                                                                        |
| ---- | ----------------------------------------------------------------------------------------------- |
| 1992 | Live Corruption - Lançamento: 1992 - Gravadora: Earache - Formatos: CD                          |
| 1998 | Bootlegged in Japan - Lançamento: 22 de junho - Gravadora: Earache - Formatos: CD               |
| 2000 | The Complete Radio One Sessions - Lançamento: Março - Formatos: CD                              |
| 2002 | Punishment in Capitals - Lançamento: 5 de novembro - Formatos: CD, LP                           |
| 2009 | Live in Japan – Grind Kaijyu Attack! - Lançamento: 2009 - Gravadora:Feto Records - Formatos: LP |
| 2010 | Live at Rock City - Lançamento: 2010 - Formatos: DI                                             |

### Coletâneas
| Ano  | Detalhes                                                                                         |
| ---- | ------------------------------------------------------------------------------------------------ |
| 1989 | The Peel Sessions - Lançamento: 1989 - Gravadora: Strange Fruit - Formatos:                      |
| 1991 | Death by Manipulation - Lançamento: 19 de agosto - Gravadora: Earache - Formatos: CD, CS, LP, DI |
| 2000 | The Complete Radio One Sessions - Lançamento: 2000 - Gravadora: - Formatos: CD                   |
| 2003 | Noise for Music's Sake - Lançamento: 8 de julho - Gravadora: Earache - Formatos: CD              |

### Álbuns cover
| Ano  | Detalhes                                                                                                   |
| ---- | --- |
| 1999 | Leaders Not Followers - Lançamento: 25 de outubro - Gravadora: Dream Catcher - Formatos: CD, CS, LP        |
| 2004 | Leaders Not Followers: Part 2 - Lançamento: 23 de agosto - Gravadora: Century Media - Formatos: CD, LP, DI |

## EPs
| Ano  | Detalhes | Posição nas paradas |
| Ano  | Detalhes | UK Ind.             |
| ---- | --- | ------------------- |
| 1988 | The Peel Session - Lançamento: 1988 - Gravadora: Strange Fruit - Formato: CD, CS, LP                                               | 13                  |
| 1988 | The Curse - Lançamento: September 1988 - Formato: CD, CS, LP                                                                       | —                   |
| 1989 | Double Peel Session - Lançamento: 1989 - Gravadora: Strange Fruit - Formato: CD, CS, LP                                            | 12                  |
| 1989 | Napalm Death/S.O.B. split 7" - Lançamento: 1989 - Gravadora: Sound of Burial - Formato: LP                                         | —                   |
| 1989 | Mentally Murdered - Lançamento: 29 de agosto - Gravadora: Earache - Formato: CD, CS, LP                                            | 6                   |
| 1990 | Suffer the Children - Lançamento: 1990 - Gravadora: Earache - Formato: CD, LP                                                      | —                   |
| 1991 | Mass Appeal Madness - Lançamento: 1991 - Gravadora: Earache - Formato: CD, LP                                                      | —                   |
| 1992 | The World Keeps Turning - Lançamento: 1992 - Gravadora: Earache - Formato: CD, LP                                                  | —                   |
| 1993 | Nazi Punks Fuck Off! - Lançamento: 1993 - Gravadora: Earache - Formato: LP                                                         | —                   |
| 1995 | Greed Killing - Lançamento: dezembro - Gravadora: Earache - Formato: CD, CS, LP                                                    | —                   |
| 1997 | In Tongues We Speak (com Coalesce) - Lançamento: 1997 - Gravadora: Earache - Formato: LP                                           | —                   |
| 1997 | Breed to Breathe - Lançamento: 17 de novembro - Gravadora: Earache - Formato: CD                                                   | —                   |
| 2005 | Tsunami Benefit (com The Haunted e Heaven Shall Burn) - Lançamento: 22 de janeiro - Gravadora: Century Media - Formato: CD, LP, DI | —                   |
| 2011 | "Legacy Was Yesterday" - Lançamento: 2011 - Gravadora: Decibel - Formato: 7" vinyl                                                 | —                   |
| 2012 | Converge / Napalm Death - Lançamento: 2012 - Gravadora: independente - Formato: 7" vinyl, digital download                         | —                   |
| 2013 | Napalm Death / Insect Warfare - Lançamento: 20 de abril - Formato: 7" vinyl                                                        | —                   |

## Singles
| Ano  | Single                    | Posição nas paradas | Posição nas paradas | Álbum                    |
| Ano  | Single                    | UK                  | FRA                 | Álbum                    |
| ---- | ------------------------- | ------------------- | ------------------- | ------------------------ |
| 1989 | "You Suffer"              | —                   | —                   | Scum                     |
| 1989 | "Mentally Murdered"       | —                   | —                   | Mentally Murdered        |
| 1990 | "Suffer the Children"     | —                   | —                   | Harmony Corruption       |
| 1994 | "More than Meets the Eye" | —                   | —                   | Fear, Emptiness, Despair |
| 1994 | "Plague Rages"            | —                   | —                   | Fear, Emptiness, Despair |
| 1994 | "Hung"                    | —                   | —                   | Fear, Emptiness, Despair |
| 1995 | "Greed Killing"           | —                   | —                   | Diatribes                |
| 2012 | "Analysis Paralysis"      | —                   | —                   | Utilitarian              |
| 2013 | "Utilitarian"             | —                   | 27                  | Utilitarian              |

## Vídeos

### DVD/VHS
| Ano  | Detalhes                                                           |
| ---- | ------------------------------------------------------------------ |
| 1990 | Live Corruption - Lançamento: 1990 - Formatos: VHS                 |
| 2001 | The DVD - Lançamento: 15 de outubro - Formatos: DVD                |
| 2002 | Punishment in Capitals - Lançamento: 5 de novembro - Formatos: DVD |

### Videoclipes
| Ano  | Canção                       | Diretor         |
| ---- | ---------------------------- | --------------- |
| 1990 | "Suffer the Children"        | Desconhecido    |
| 1991 | "Mass Appeal Madness"        | Desconhecido    |
| 1992 | "The World Keeps Turning"    | Desconhecido    |
| 1994 | "Plague Rages"               | Desconhecido    |
| 1996 | "Breed to Breathe"           | Desconhecido    |
| 1996 | "Greed Killing"              | Desconhecido    |
| 2004 | "Lowlife"                    | Desconhecido    |
| 2005 | "Silence Is Deafening"       | Roger Johansson |
| 2007 | "When All Is Said and Done"  | Kevin Wildt     |
| 2010 | "On the Brink of Extinction" | Desconhecido    |
| 2012 | "Analysis Paralysis"         | Mitch Harris    |
| 2012 | "The Wolf I Feed"            | Tim Fox         |
| 2015 | "Smash a Single Digit"       | Michael Panduro |

## Colaborações
- Napalm Death/Electro Hippies Split 7"(1989)
- Napalm Death/S.O.B. Split 7" (1989)
- Napalm Death/At The Gates Split - Cursed to Tour (1996)
- Napalm Death/Coalesce Split - In Tongues We Speak  (1997)
- Napalm Death/The Haunted/Heaven Shall Burn Split - Tsunami Benefit (2005)
- Live in Japan - Grind Kaijyu Attack! (2009)
- Converge / Napalm Death (2012)
- Napalm Death / Insect Warfare (2013)
- Sugar Daddy Live Split Series 9 (2013)

## Demos
- Hatred Surge (1985)
- Scum (1986)
- From Enslavement to Obliteration - F.E.T.O. (1986)

## Participações
- Punk Is a Rotting Corpse (1982)
- Kak (1982)
- Halloween (1982)
- Like Sheep We All Have Gone Astray (1983)
- Scared Shitless (1983)
- Unpopular Yawns of Middle Class Warfare (1983)
- Bullshit Detector #3 (1984)
- North Atlantic Noise Attack (1989)
- Hardcore Holocaust (1989)
- Grind Crusher (1989)
- Grind Crusher - free 7" (1989)
- Hardcore Holocaust II (1990)
- Pathological Compilation (1990)
- Grind Crusher - The Ultimate Earache (1992)
- Masters Of Brutality I (1992)
- Masters Of Brutality II (1992)
- Vírus 100 (1992)
- Earplugged I (1994)
- Earplugged I [versão japonesa ] (1994)
- Rareache (1995)
- Better Read Than Dead (1996)
- Mortal Kombat [ trilha sonora ] (1996)
- Metallurgy I (1996)
- Earplugged II (1997)
- Earplugged III (1998)
- Hellspawn (1998)
- Anti Racist Action (1998)
- Hard Music News Vol 2 (2002)
- What Lies Beneath (2005)